# José Camerino
José Camerino (Fano, Italia, c. 1595-†Madrid, c. 1665), escritor español del Siglo de Oro, de origen italiano.

## Biografía
Su familia era italiana y procedía del castillo de Muccia, en Camerino, pero se trasladó a Fano, en la región de Umbría, dentro de los Estados Pontificios, y muy joven vino a España junto a su pariente Pietro, que estaba afincado en Madrid desde 1594, tras pasar previamente por Murcia, donde residían otros parientes, para servir en la Nunciatura y su Tribunal, del cual fue notario. Fue además procurador de los Consejos reales y acumuló bastante fortuna. Entre 1640 y 1642 intervino en diversos pleitos habidos en la Orden de San Jerónimo.

## Obra
Es fundamentalmente conocido como un excelente escritor de novela cortesana; se le debe una colección de Novelas amorosas (Madrid: Tomás Iunti, 1624; hay edición moderna con prólogo y notas de Fernando Gutiérrez, Barcelona: Selecciones Bibliófilas, 1955). La obra lleva una décima en elogio de Guillén de Castro y un soneto laudatorio de Lope de Vega, que bien conocía el tema de que trataba el autor:
Con tierna edad y con prudencia sana / escribes, Camerino, en diferentes / estilos del amor los accidentes / la dulce guerra y la esperanza vana. / Honrando nuestra lengua castellana, propones con sentencias eminentes / ejemplos y económicas prudentes / para el gobierno de la vida humana. / Si estimo la gentil filosofía / apólogos y fábulas morales / éstas son dignas de tu ingenio solo; / su luz con alma oculta al bien nos guía / éstas con líneas de oro son cristales / y tú, en Parnaso, camarín de Apolo.
Se reimprimió la obra en 1736. También escribió Camerino un Discurso político sobre estas palabras: a fee de hombre de bien (Madrid: Imprenta Real, 1631), y una novela larga, cuadro de costumbres madrileñas, titulada La dama beata (Madrid: Pablo de Val, 1655) en cuyo prólogo dice haberse corregido de sus antiguos errores, probablemente referido al estilo de sus novelas.